# Iron Man
Az Iron Man a Black Sabbath angol heavy metal zenekar dala. Az együttes 1970-ben készítette el a felvételt a Paranoid című albumára.
A dal ötvözi az egyszerű, ám mégis hatásos riffeket, valamint a sötét lírikus képeket. A dal a Minden idők 500 legjobb dalának listáján a 310. helyezést érte el. Felkerült az 1976-os We Sold Our Soul for Rock ’n’ Roll című válogatásalbumra. Az Iron Man az azonos című film főcímdala volt.
A dalt több ismert előadó is feldolgozta. 1994-ben, a Nativity In Black: A Tribute To Black Sabbath című válogatásalbumra Ozzy Osbourne, a Therapy?-vel karöltve vette fel a dalt. Egy másik ismert metalzenekar, a Marilyn Manson felhasználta e riffet a Sam Son of Man című dalához, 1989-ben.
2000-ben a Black Sabbath Grammy-díjat kapott az Iron Man dalért a "Best Metal Performance" kategóriában.